# Cronostasis
La cronostasis (del griego χρόνος, cronos, "tiempo" y στάσις, stásis, "estando") es un tipo de ilusión temporal en el que la primera impresión seguida de la introducción de un acontecimiento nuevo o tarea al cerebro hace parecer que el tiempo transcurre más lentamente. Este efecto puede extender duraciones aparentes por hasta 500 ms y es consistente con la idea de que el sistema visual modela los eventos antes de la percepción de los mismos.
Una ocurrencia común de esta ilusión es la conocida como la ilusión de reloj detenido, donde la manecilla del segundero de un reloj analógico parece quedarse quieta por más tiempo de lo normal al mirarla por primera vez.
Dicha ilusión también puede ocurrir en el ámbito auditivo y táctil. Por ejemplo, un estudio sugiere que cuando alguien escucha un tono de llamada a través de un teléfono, mientras repetidamente cambia el auricular de una oreja al otro, causa que quien hace la llamada sobreestime la duración temporal entre los tonos.

## Mecanismo de acción
En general, la cronostasis ocurre a raíz de una desconexión en la comunicación entre la sensación visual y la percepción. La información recogida de nuestros ojos, usualmente es directamente interpretada para crear nuestra percepción. Dicha percepción es la recopilación de información que conscientemente interpretamos a partir de información visual. Sin embargo, movimientos rápidos de los ojos conocidos como movimientos sacádicos pueden interrumpir el flujo de dicha información. Debido a que el estudio dentro de la neurología asociada con el procesamiento visual está en proceso, nuevos debates sobre el momento exacto de los cambios en la percepción que conducen a la cronostasis. Debajo se encuentra una descripción de los eventos en general que conducen a la cronostasis, usando como ejemplo un estudiante mirando desde su asiento a un reloj.
1. Los ojos reciben información del entorno con respecto a un enfoque en particular. Esta entrada sensorial está enviada directamente a la corteza visual para ser procesada. Después del procesamiento visual, conscientemente percibimos este objeto de enfoque.[8] En el contexto de un estudiante en un aula, los ojos de un estudiante se centran en una hoja de papel en su pupitre. Sus ojos recolectan la luz reflejada de la hoja de papel y dicha información es procesada en la corteza visual, el estudiante conscientemente percibe la hoja frente a él.
2. Seguido de una decisión consciente o una percepción involuntaria por parte de un estímulo en la periferia del campo visual, los ojos se enfocan en un segundo objetivo de interés.[9] Para el estudiante del ejemplo mencionado, esto puede ocurrir si él decide observar un reloj posicionado frente al aula de clase.
3. Los músculos del ojo se contraen y comienzan a moverse rápidamente hacia el segundo objeto de interés con un movimiento conocido como  movimientos sacádicos.[10] Tan pronto dicho movimiento ocurre, una señal es enviada desde el ojo  al cerebro. Esta señal, conocida como desencadenador cortical eferente, o copia de eferencia, comunica al cerebro que un movimiento sacádico está por suceder.[11][12] Durante dicho movimiento, la sensibilidad de la información visual recolectada por los ojos es considerablemente reducida y, así, una imagen recogida durante el movimiento sacádico es muy borrosa. Para prevenir que la corteza visual procese información borrosa, la información visual obtenida por los ojos durante el movimiento sacádico es suprimida en un proceso conocido como enmascaramiento sacádico. Dicho mecanismo es el mismo que se emplea para prevenir un desenfoque de movimiento.[13]
4. Continuando con la finalización del movimiento sacádico, los ojos ahora se concentran en el segundo objeto de interés Tan pronto el movimiento concluye , un desencadenador cortical distinto se envía de los ojos al cerebro. Esta señal comunica al cerebro que el movimiento sacádico ha finalizado. Estimulado por dicha señal, la corteza visual reanuda una vez más el procesamiento de la información visual.  Para el estudiante, sus ojos ya han alcanzado el reloj y la corteza visual de su cerebro comienza a procesar la información de sus ojos. Aun así, esta segunda desencadenante eferente  también comunica al cerebro que un periodo de tiempo ha estado ausente en la percepción. Para llenar este vacío en la percepción, la información visual es procesada en una manera conocida como "antedating" ó "backdating" . En este procesamiento visual el vacío es "rellenado" con información reunida después del movimiento sacádico. Para el estudiante, el vacío de tiempo  ocurrido durante el movimiento sacádico está sustituido con la imagen procesada del reloj. Así, inmediatamente después del movimiento sacádico, la segunda manecilla del reloj parece detenerse en su sitio antes de moverse.[14]

una línea del tiempo de la sensación y percepción de la cronostasis con el ejemplo del estudiante en un salón de clases. Esto representa el mecanismo de acción descrito anteriormente.

Al estudiar la cronostasis y sus causas subyacentes, hay sesgo potencial en el encuadre experimental. En muchos experimentos, se les pide a los participantes que realicen algún tipo de tarea que corresponda a estímulos sensoriales. Esto podría causar que los participantes anticipen el estímulo, conduciendo así a un sesgo. También, muchos mecanismos implicados en la cronostasis son complejos y difíciles de medir. Es difícil al realizar experimentos observar las experiencias perceptivas de los participantes sin estar "dentro de sus mentes"  Además, quienes realizan dichos experimentos normalmente no tiene acceso a los circuitos neuronales ni a los neurotransmisores localizados dentro del cráneo de sus sujetos de prueba.

## Factores que modulan
Debido a su complejidad, hay diversas características de acciones estimulantes y psicológicas que pueden alterar la manera en que alguien experimenta la cronostasis.

### Amplitud sacádica
Entre más grande la amplitud (o duración) de un movimiento sacádico, más grande es la sobreestimación resultante. Entre más tengan que viajar o moverse los ojos del ejemplo del estudiante mencionado con anterioridad, la percepción de la cronostasis será más dramática. Esta conexión apoya la afirmación de que la sobreestimación ocurre para rellenar el tiempo omitido durante el "enmascaramiento sacádico". Esto significaría que, si el movimiento sacádico duró un periodo más largo de tiempo, habría más tiempo que necesitado para ser rellenado con sobreestimación.

### Redirección de la atención
Cuando se cambia el enfoque de un objeto a otro, el movimiento sacádico de un ojo viene también con un cambio de atención. En el contexto de la ilusión de reloj que se detiene, no sólo los ojos se mueven, sino que también se dirige la atención hacia el reloj. Esto dirigió a los investigadores a cuestionar si el movimiento de los ojos o sencillamente el cambio de la atención del observador hacia el segundo estímulo inició el enmascaramiento sacádico. Los experimentos en los cuales los sujetos de prueba desvían únicamente su atención sin mover sus ojos revelaron que el redirigimiento de solamente la atención no era suficiente para iniciar la cronostasis. Esto sugiere que la atención no es el marcador de tiempo utilizado cuándo la percepción es llenada de nuevo. Más bien, el movimiento físico de los ojos en sí mismo sirve como un marcador crítico. Aun así, esta relación entre atención y percepción en el contexto de la cronostasis es a menudo difícil de medir y puede ser predispuesto en un encuadre de laboratorio. Debido a que los sujetos pueden estar perjudicados si estos son instruidos en realizar acciones o para redirigir su atención, el concepto de que la atención sirve como marcador crítico para la cronostasis puede no ser enteramente descartado.

### Continuidad espacial
Siguiendo con la investigación, se plantea la duda de si la cronostasis ocurriría si el objetivo sacádico está en movimiento. En otras palabras, se duda de si la cronostasis podría ocurrir si el reloj (continuando con dicho ejemplo) al que se está observando estuviese en movimiento. A través de la experimentación, los investigadores descubrieron que la ocurrencia de la cronostasis en presencia de un estímulo en movimiento era dependiente de la conciencia del sujeto. Si el sujeto no era consciente del movimiento del objetivo sacádico, experimentaban la cronostasis. Esto es probablemente porque la antelación no ocurre en caso de un objeto del que se es consciente de que está en movimiento. En caso de que, después del movimiento sacádico, el ojo recae correctamente en el objetivo a ver, el cerebro asume que este objetivo ha estado en dicha posición a lo largo del mov. sacádico. Si el objetivo cambia su posición durante el movimiento sacádico, la interrupción de la continuidad espacial hace que el objetivo parezca nuevo.

### Propiedades de estímulo
Las propiedades del estímulo por sí mismo han demostrado tener efectos significativos en el acontecimiento de la cronostasis. En particular, la frecuencia y el patrón de estímulos afecta la percepción del observador de la cronostasis. Con relación a la frecuencia, el acontecer de muchos eventos similares pueden exagerar la duración de la sobreestimación haciendo los efectos de la cronostasis más severos. Con relación a la repetición, los estímulos repetitivos aparecen para ser de duración subjetiva más corta que estímulos nuevos. Esto se debe a supresión neuronal dentro del córtex. La investigación mediante diversas técnicas de imagen ha demostrado que el disparo repetitivo de las mismas neuronas corticales hace que se supriman con el tiempo. Esto ocurre como forma de adaptación neuronal.

### Ámbito sensorial
La ocurrencia de la cronostasis se extiende más allá del ámbito visual y también refiere a los ámbitos auditivos y táctiles. En el ámbito auditivo, cronostasis y la duración de la sobreestimación ocurren cuando se trata de estímulos auditivos. El ejemplo más común es una frecuente aparición cuando se hacen llamadas telefónicas. Si, mientras escuchando al tono al marcar del teléfono, los sujetos de investigación mueven el teléfono de una oreja al otro, la longitud del tiempo entre los rings parece más largo. En el ámbito táctil, la cronostasis ha persistido en los sujetos de prueba cuando alcanzan y agarran objetos. Después de recoger un objeto nuevo, los sujetos sobreestiman el tiempo en el que su mano ha estado en contacto con dicho objeto. En otros experimentos,los sujetos que encienden una luz con un botón se acondicionan para experimentar la luz antes de presionar el botón. Esto sugiere que, de la misma manera en que los sujetos sobreestiman la duración de la segunda mano mientras la miran, también pueden sobreestimar la duración de los estímulos auditivos y táctiles. Esto ha llevado a los investigadores a investigar la posibilidad de que se utilice un mecanismo de temporización común o un esquema de duración temporal para la percepción temporal de estímulos en una variedad de dominios sensoriales.